# 乌孜别克清真寺
乌孜别克清真寺，位于新疆维吾尔自治区伊犁哈萨克自治州伊宁市，是乌孜别克族的清真寺。

## 简介
乌孜别克清真寺位于伊宁陕西大寺不远处。始建于1879年。1909年到1911年间进行过维修。此次维修后的乌孜别克清真寺由宣礼塔、礼拜殿组成。中华民国年间，院落曾被改成文化活动室。
乌孜别克清真寺采用伊斯兰建筑风格，为土木结构，四面使用青砖打底，倾斜的屋顶上覆盖着铁皮，屋檐装饰有木制雕花。
如今，在礼拜之时，乌孜别克清真寺有乌孜别克族的教长。但其他时候，清真寺内很少有乌孜别克族人。
紧邻乌孜别克清真寺，是伊宁市第五中学，其校址原先是一所乌孜别克学校。乌孜别克学校后来因乌孜别克族学生太少而停办。校址经过演变，成为伊宁市第五中学的校园。该校址从外观上已没有乌孜别克族的痕迹。